# Sergej Milinković-Savić
Sergej Milinković-Savić (srbskou cyrilicí Сергеј Милинковић-Савић; * 27. února 1995 Lleida) je srbský profesionální fotbalista, který hraje na pozici středního záložníka za saúdský klub Al Hilal FC a za srbský národní tým.

## Reprezentační kariéra
Reprezentoval Srbsko v mládežnických kategoriích U19, U20 a U21.

Zúčastnil se Mistrovství Evropy hráčů do 19 let 2013 konaného v Litvě, kde mladí Srbové získali svůj první titul, a také Mistrovství Evropy U19 2014 v Maďarsku.
Se srbskou „dvacítkou“ slavil zisk titulu na Mistrovství světa U20 2015 na Novém Zélandu po finálové výhře 2:1 nad Brazílií.

## Osobní život
Jeho otcem je bývalý jugoslávský fotbalista Nikola Milinković, mladší bratr Vanja Milinković-Savić se také věnuje kopané (hraje na postu brankáře) a matka Milana Savić je bývalou basketbalistkou. Má i mladší sestru Janu.

## Úspěchy

### Individuální
- Tým roku Serie A – 2017/18[4]